# Heterotis seretii
Heterotis seretii är en tvåhjärtbladig växtart som först beskrevs av De Wild., och fick sitt nu gällande namn av Jacq.-fél.. Heterotis seretii ingår i släktet Heterotis och familjen Melastomataceae. Inga underarter finns listade i Catalogue of Life.